# 东溪乡
东溪乡是中华人民共和国浙江省温州市泰顺县下辖的一个乡。
2016年9月8日，浙江省人民政府批复同意调整泗溪镇管辖范围，增设东溪乡，乡政府驻长东路85号。

## 行政区划
东溪乡下辖以下村级行政区划单位：
黄淡漈村、普城村、桥头村、吾坪村、秀溪村、琴桥村、蔡宅村和上村。